# Маршалльцы

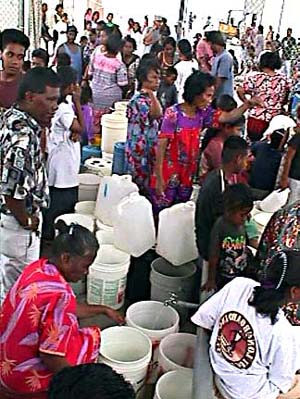
Жители Маршалловых островов

Маршалльцы (марш. kajoor ri-Ṃajeḷ, laḷ ri-Ṃajeḷ; англ. Marshallese people) — микронезийский народ, коренное население Маршалловых островов. Численность — 70 тыс.чел. Самоназвание — махджел.
Язык — маршалльский, относится к микронезийской группе австронезийской семьи языков. Большинство маршалльцев хорошо владеет английским языком. По религии — протестанты и католики. Делятся на две этнографических группы: райлик и рахтак (в географии, несколько в ином произношении, Ралик и Ратак, так называют две части данной островной группы).

## Быт и хозяйство
Традиционные занятия: ручное земледелие (выращивание кокосовой пальмы, пандануса, таро, хлебного дерева), рыболовство, мореходство. Из ремесел развито плетение, ткачество. Орудия труда — из раковин и кости.
Деревни компактные, кольцевой планировки. Встречаются хутора. Жилища строят без стен. Крыша двускатная, опоры в доме тростниковые.
Одежда — набедренная повязка. Активно использует и развито искусство татуировки.
Часть современных маршалльцев занята в управлении государством (Республика Маршалловы Острова).

## Социальное устройство
Род у маршалльцев матрилинейный. Существует сословная иерархия с выделением вождя. В прошлом обычны были кросскузенные браки, патрилокальные, у знати бытовало многожёнство.

## Культы
Маршалльцы почитали предков, богов, духов, практиковали магию. В настоящее время большинство маршалльцев исповедует христианство, преимущественно протестантского направления.